# Resurrezione di Cristo (El Greco)
La Resurrezione di Cristo è un dipinto del pittore cretese El Greco realizzato intorno al 1597 al 1600 per la pala di Retablo de doña María de Aragón; è conservato nel Museo del Prado a Madrid in Spagna.

## Descrizione
Nel momento in cui Gesù risuscita dai morti appare prima ai soldati, che poco prima avevano messo in guardia i discepoli, affinché non rubassero il corpo del Cristo. Non è una scena descritta nei Vangeli, ma che era diffusa in leggende medievali apocrife.
Per questo motivo, dopo il Concilio di Trento, questo tipo di rappresentazione diventa meno frequente.
In questo lavoro si possono apprezzare le caratteristiche stilistiche dell'artista, con le sue figure allungate, colori sgargianti e innaturali, che hanno incontrato qualche critica nelle generazioni successive, ma che in seguito, in particolare nel XX secolo, sono state apprezzate per la loro modernità.